# Sorèze
Sorèze ist eine französische Gemeinde mit 2978 Einwohnern (Stand: 1. Januar 2022) im Département Tarn in der Region Okzitanien. Sie gehört zum Arrondissement Castres und ist Mitglied im Gemeindeverband Communauté de communes Aux sources du Canal du Midi. Die Bewohner werden Sorézois und Sorézoises genannt.
Der Fernwanderweg GR 653 von Dourgne nach Toulouse durchquert das Gemeindegebiet. Er folgt der Via Tolosana, einer der vier Jakobswege in Frankreich.

## Geografie

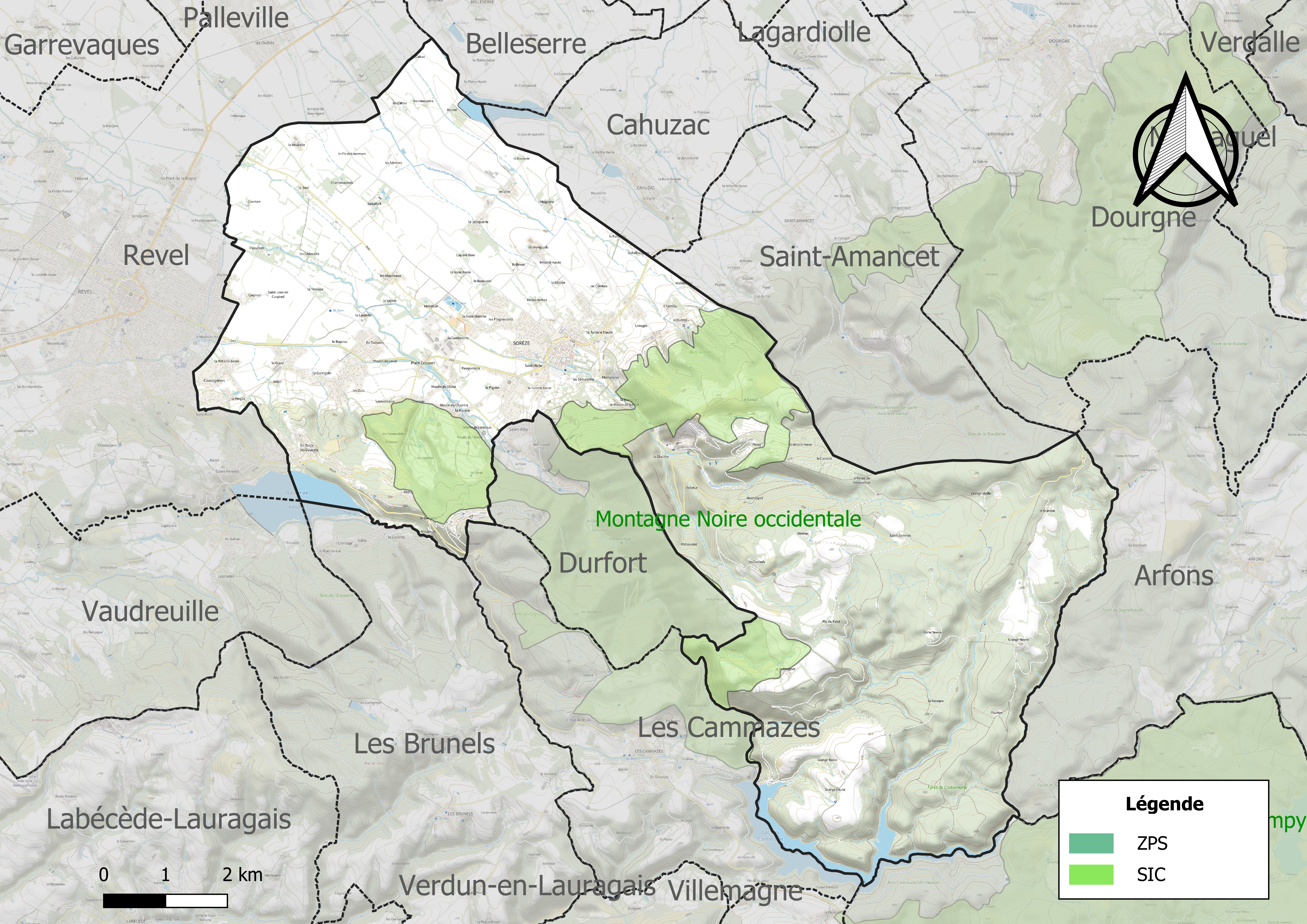
Natura 2000-Schutzgebiet in Sorèze

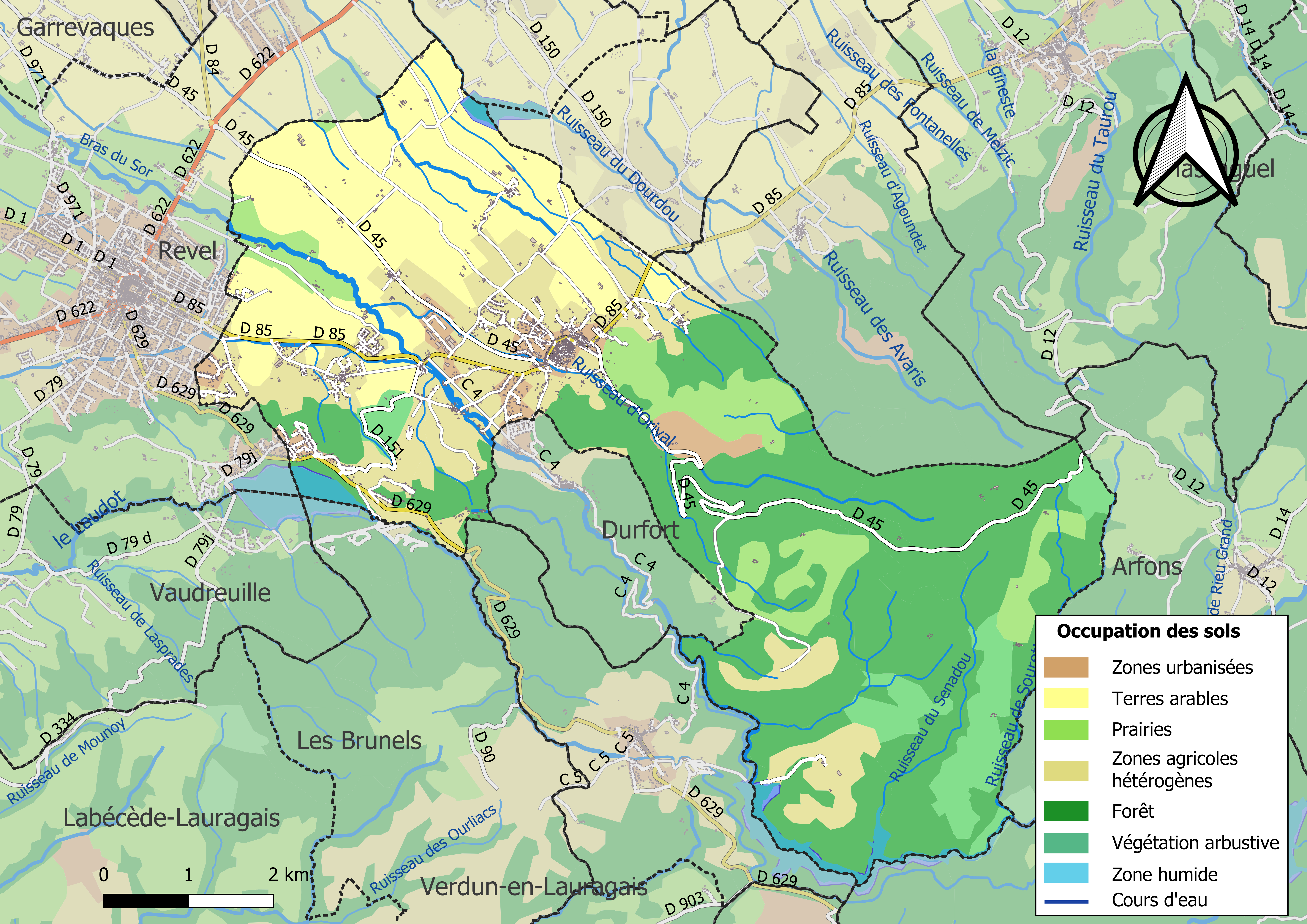
Bodennutzung, Hydrografie und Infrastruktur der Gemeinde (2018)

Sorèze befindet sich in der historischen Landschaft des Lauragais am südlichen Rand des Départements an der Grenze zu den benachbarten Départements Haute-Garonne und Aude, etwa 35 Kilometer nordnordwestlich von Carcassonne und etwa 53 Kilometer ostsüdöstlich von Toulouse. Sorèze liegt im Regionalen Naturpark Haut-Languedoc in der Montagne Noire. Das Zentrum von Sorèze liegt auf etwa 270 m Höhe, das Gelände steigt im Südosten auf über 750 m an.
Sorèze befindet sich im Einzugsgebiet der Garonne und wird vom Sor, vom Laudot, vom Ruisseau d’Orival, vom Ruisseau d’Aygo-Pesado, vom Ruisseau de Rabasset, vom Ruisseau du Senadou, vom Ruisseau de Sourette, von der Rigole de la Plaine und von verschiedenen kleineren Bächen entwässert. Der Sor tritt im Südosten in das Gemeindegebiet ein, wird im Lac de Cammazes gestaut, begrenzt die Gemeinde im Südwesten, durchströmt die Nachbargemeinde Durfort, tritt erneut in das Gemeindegebiet ein und durchquert es in nordwestlicher Richtung. Der Ruisseau d’Orival entspringt in Sorèze, durchquert das Zentrum und mündet anschließend in den Sor. Der Laudot begrenzt Sorèze im Südwesten, inklusive eines Teils des Reservoirs von Saint-Ferréol. Die Rigole de la Plaine ist ein Kanal, der den Canal du Midi speist und selbst aus dem Wasser des Sor im Weiler Pont Crozet westlich des Zentrums von Sorèze gespeist wird.
Das Gebiet von Sorèze ist Teil des insgesamt 1915 Hektar großen, im Jahre 2018 ins Leben gerufenen Natura 2000-Schutzgebiets „Montagne Noire occidentale“ (FR7300944) und von fünf ZNIEFF-Naturzonen. Etwa 46 % der Fläche der Gemeinde  werden landwirtschaftlich genutzt, insbesondere im Nordwesten, etwa 35 % sind bewaldet, insbesondere im Südosten.
Umgeben wird Sorèze von den elf Nachbargemeinden:
|                                               | Belleserre Cahuzac                          | Saint-Amancet Dourgne |
| Revel (Haute-Garonne)                         | Kompassrose, die auf Nachbargemeinden zeigt | Arfons                |
| Vaudreuille (Haute-Garonne) (Berührungspunkt) | Les Brunels (Aude) Durfort Les Cammazes     | Saissac (Aude)        |

## Bevölkerungsentwicklung
| Sorèze: Einwohnerzahlen von 1793 bis 2020                                                                                  | Sorèze: Einwohnerzahlen von 1793 bis 2020 | Sorèze: Einwohnerzahlen von 1793 bis 2020 | Sorèze: Einwohnerzahlen von 1793 bis 2020 | Sorèze: Einwohnerzahlen von 1793 bis 2020 |
| --- | ----------------------------------------- | ----------------------------------------- | ----------------------------------------- | ----------------------------------------- |
| Jahr |                                           |                                           |                                           | Einwohner                                 |
| 1793 | 1793                                      |                                           | 2.712                                     | 2.712                                     |
| 1800 | 1800                                      |                                           | 2.920                                     | 2.920                                     |
| 1806 | 1806                                      |                                           | 3.044                                     | 3.044                                     |
| 1821 | 1821                                      |                                           | 3.142                                     | 3.142                                     |
| 1831 | 1831                                      |                                           | 2.817                                     | 2.817                                     |
| 1836 | 1836                                      |                                           | 2.916                                     | 2.916                                     |
| 1841 | 1841                                      |                                           | 2.811                                     | 2.811                                     |
| 1846 | 1846                                      |                                           | 2.900                                     | 2.900                                     |
| 1851 | 1851                                      |                                           | 2.826                                     | 2.826                                     |
| 1856 | 1856                                      |                                           | 2.766                                     | 2.766                                     |
| 1861 | 1861                                      |                                           | 2.856                                     | 2.856                                     |
| 1866 | 1866                                      |                                           | 2.868                                     | 2.868                                     |
| 1872 | 1872                                      |                                           | 2.630                                     | 2.630                                     |
| 1876 | 1876                                      |                                           | 2.477                                     | 2.477                                     |
| 1881 | 1881                                      |                                           | 2.342                                     | 2.342                                     |
| 1886 | 1886                                      |                                           | 2.357                                     | 2.357                                     |
| 1891 | 1891                                      |                                           | 2.168                                     | 2.168                                     |
| 1896 | 1896                                      |                                           | 2.049                                     | 2.049                                     |
| 1901 | 1901                                      |                                           | 2.120                                     | 2.120                                     |
| 1906 | 1906                                      |                                           | 2.004                                     | 2.004                                     |
| 1911 | 1911                                      |                                           | 2.084                                     | 2.084                                     |
| 1921 | 1921                                      |                                           | 1.776                                     | 1.776                                     |
| 1926 | 1926                                      |                                           | 1.790                                     | 1.790                                     |
| 1931 | 1931                                      |                                           | 1.727                                     | 1.727                                     |
| 1936 | 1936                                      |                                           | 1.808                                     | 1.808                                     |
| 1946 | 1946                                      |                                           | 1.758                                     | 1.758                                     |
| 1954 | 1954                                      |                                           | 1.751                                     | 1.751                                     |
| 1962 | 1962                                      |                                           | 1.581                                     | 1.581                                     |
| 1968 | 1968                                      |                                           | 1.613                                     | 1.613                                     |
| 1975 | 1975                                      |                                           | 1.672                                     | 1.672                                     |
| 1982 | 1982                                      |                                           | 1.654                                     | 1.654                                     |
| 1990 | 1990                                      |                                           | 1.954                                     | 1.954                                     |
| 1999 | 1999                                      |                                           | 2.164                                     | 2.164                                     |
| 2006 | 2006                                      |                                           | 2.542                                     | 2.542                                     |
| 2013 | 2013                                      |                                           | 2.715                                     | 2.715                                     |
| 2020 | 2020                                      |                                           | 2.938                                     | 2.938                                     |
| Quelle(n): EHESS/Cassini bis 1999, INSEE ab 2006 Anmerkung(en): Ab 1962 offizielle Zahlen ohne Einwohner mit Zweitwohnsitz |                                           |                                           |                                           |                                           |

## Sport
Im Jahr 2025 soll die Tour de France auf der 15. Etappe durch die Gemeinde Sorèze führen. Auf der D45 soll mit der Côte de Sorèze (702 m) eine Bergwertung der 3. Kategorie abgenommen werden. Insgesamt weist der Anstieg auf einer Länge von 6,2 Kilometern eine durchschnittliche Steigung von 5,5 % auf.

## Sehenswürdigkeiten
- Benediktiner-Abtei Sorèze, gegründet 754, Kloster bis 1682, seit 1988 als Monument historique klassifiziert
- Reservoir von Saint-Ferréol
- Canal du Midi: Wasserentnahme bei Pont Crouzet, erbaut im 17. Jahrhundert, seit 1998 als Monument historique eingeschrieben
- Archäologische Stätte der Grotte du Calel. Diese am Nordhang der Montagne Noire gelegene Höhlenmine ist ein Beispiel für die Eisenerzgewinnung in einer Karstumgebung. Radiokarbondatierungen von 14 Proben aus dem Untertagebergbau und einer Werkstatt zur direkten Erzreduktion am Rande des klassifizierten Bergbaugebiets belegen den Bergbau im 11. und 12. Jahrhundert. Auf allen Kalksteinen des Causse-Plateaus sind noch Spuren von Tagebauarbeiten zu finden. Im Untergrund zeugt die Vielfalt der Bergbaureste von zahlreichen Vorrichtungen zum Fällen des Erzes mit der Spitzhacke und dem Spitzeisen. Diese Untersuchung brachte mittelalterliche Höhlenkunst in dieser Minenhöhle zutage: Eine anthropomorphe schwarze Strichzeichnung wurde mit einem Bergmann identifiziert, der eine Spitzhacke schwingt und die Kapuze auf dem Rücken trägt. Der Standort ist seit 1977 in Teilen als Monument historique klassifiziert, in der Folge in weiteren Teilen eingeschrieben oder klassifiziert.
- Oppidum von Berniquaut an der Grenze zu Durfort
- Schloss La Terrasse, erbaut 1889
- Ehemalige Kirche Saint-Martin, erbaut im 13. Jahrhundert. Während der Hugenottenkriege wurde sie 1573 von den Protestanten abgerissen, der mittelalterliche Glockenturm blieb jedoch stehen. Dieser ist seit 1879 als Monument historique klassifiziert.
- Pfarrkirche Notre-Dame de l’Assomption, erbaut 1859
- Burgruine Roquefort, 1035 erstmals erwähnt, seit 2010 als Monument historique eingeschrieben
- Mehrere alte Häuser im Zentrum von Sorèze, teilweise mit Fachwerk, aus dem 15. oder 16. Jahrhundert

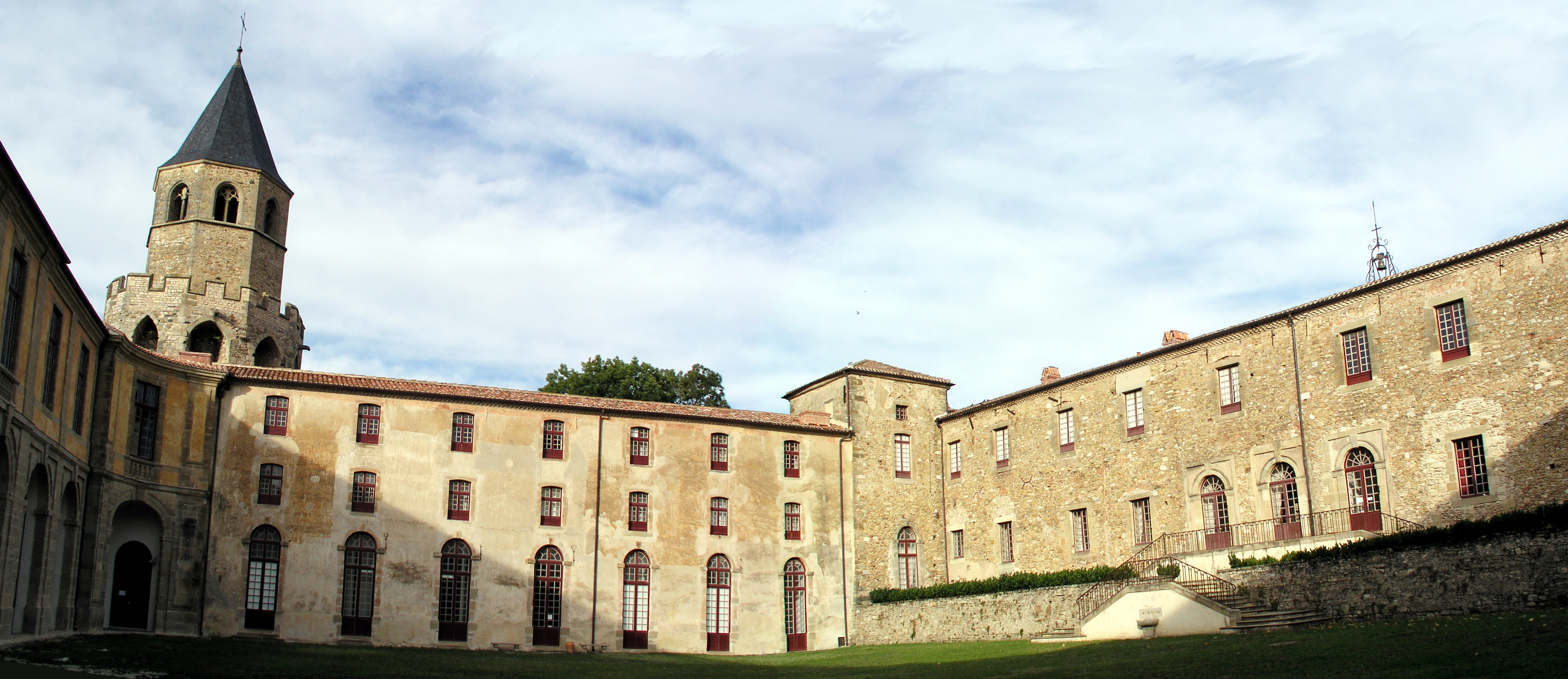
Kirchturm der ehemaligen Kirche Saint-Martin und Innenhof der ehemaligen Abtei Sorèze
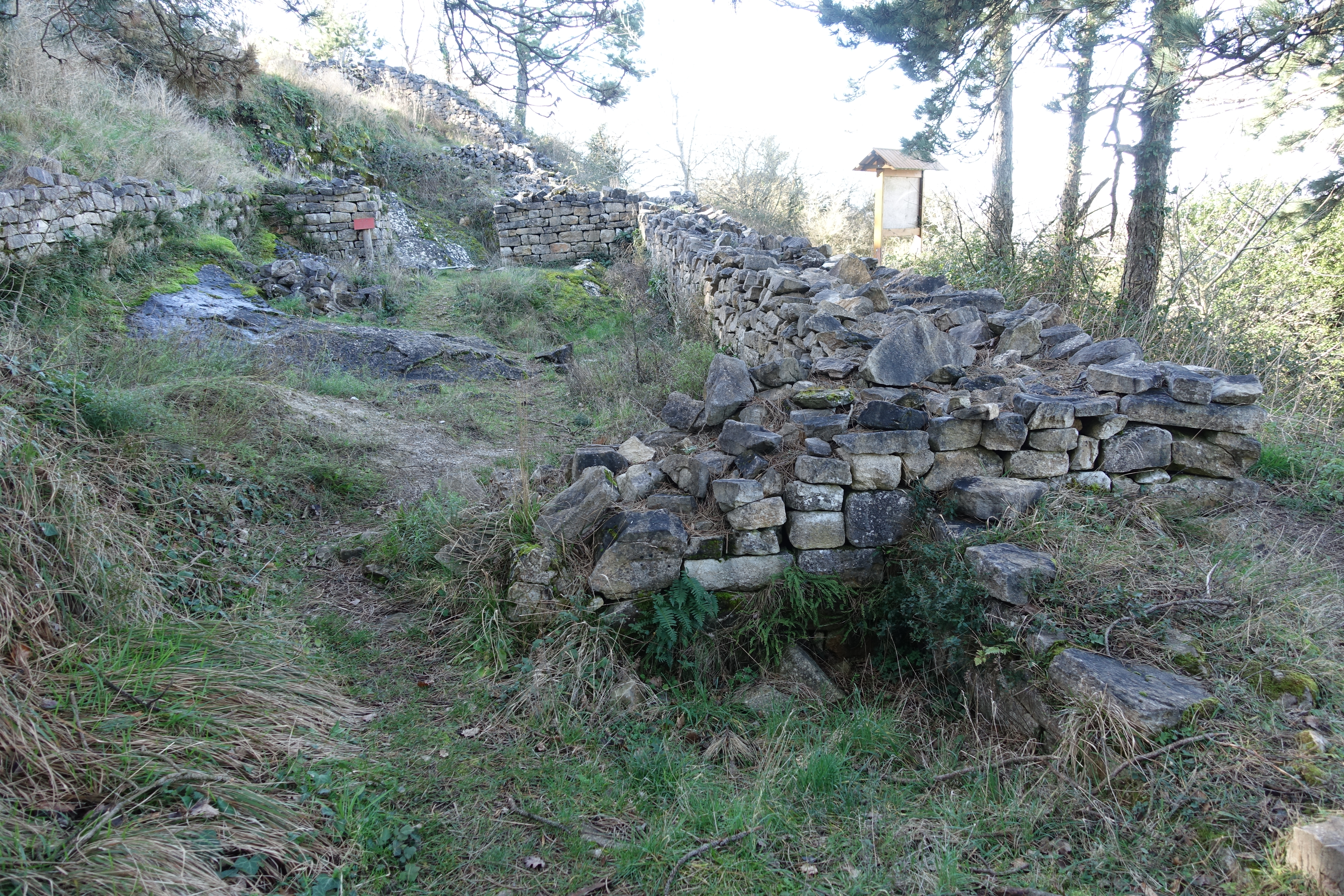
Überbleibsel vom Oppidum von Berniquaut
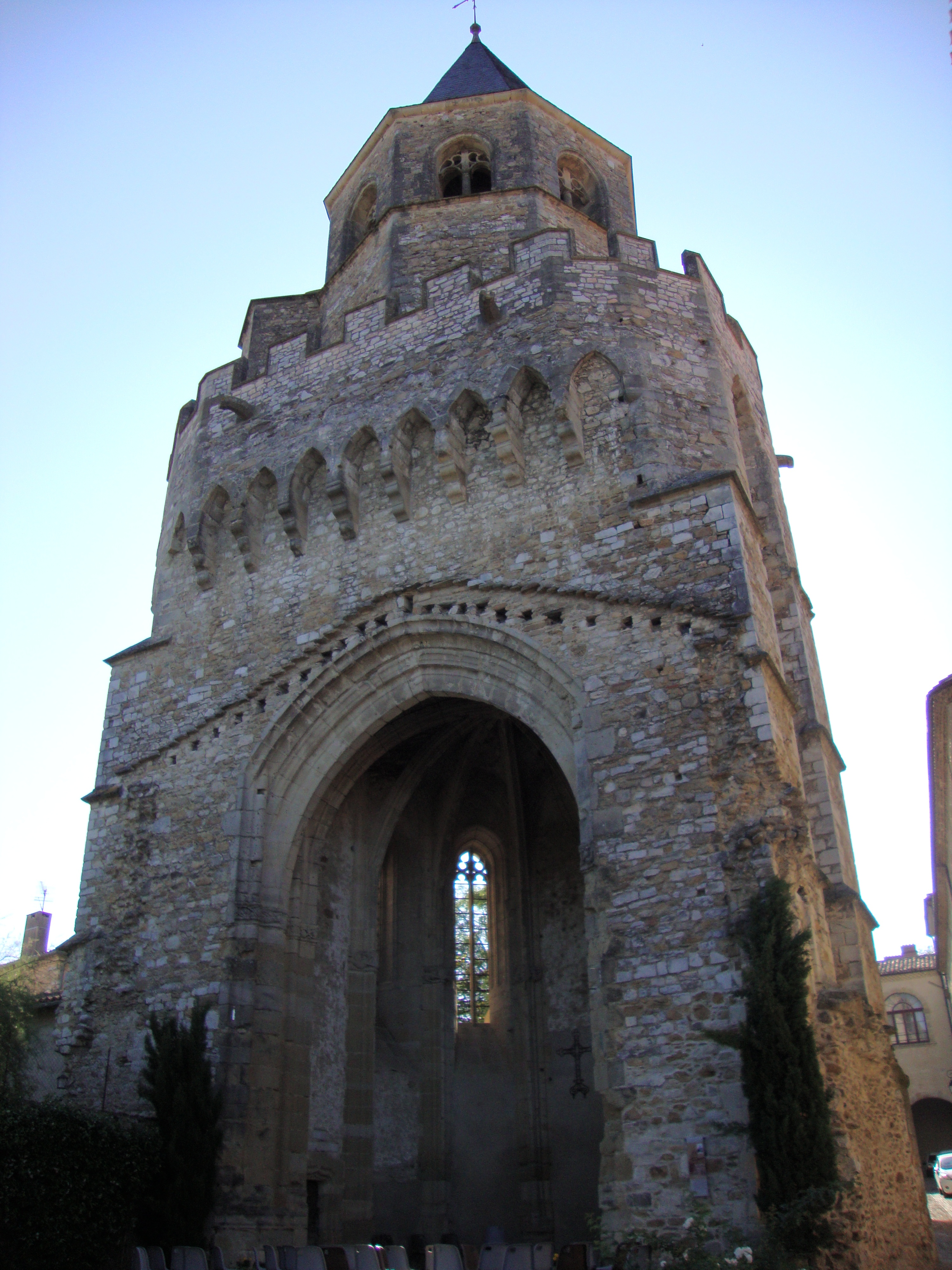
Kirchturm der ehemaligen Kirche Saint-Martin
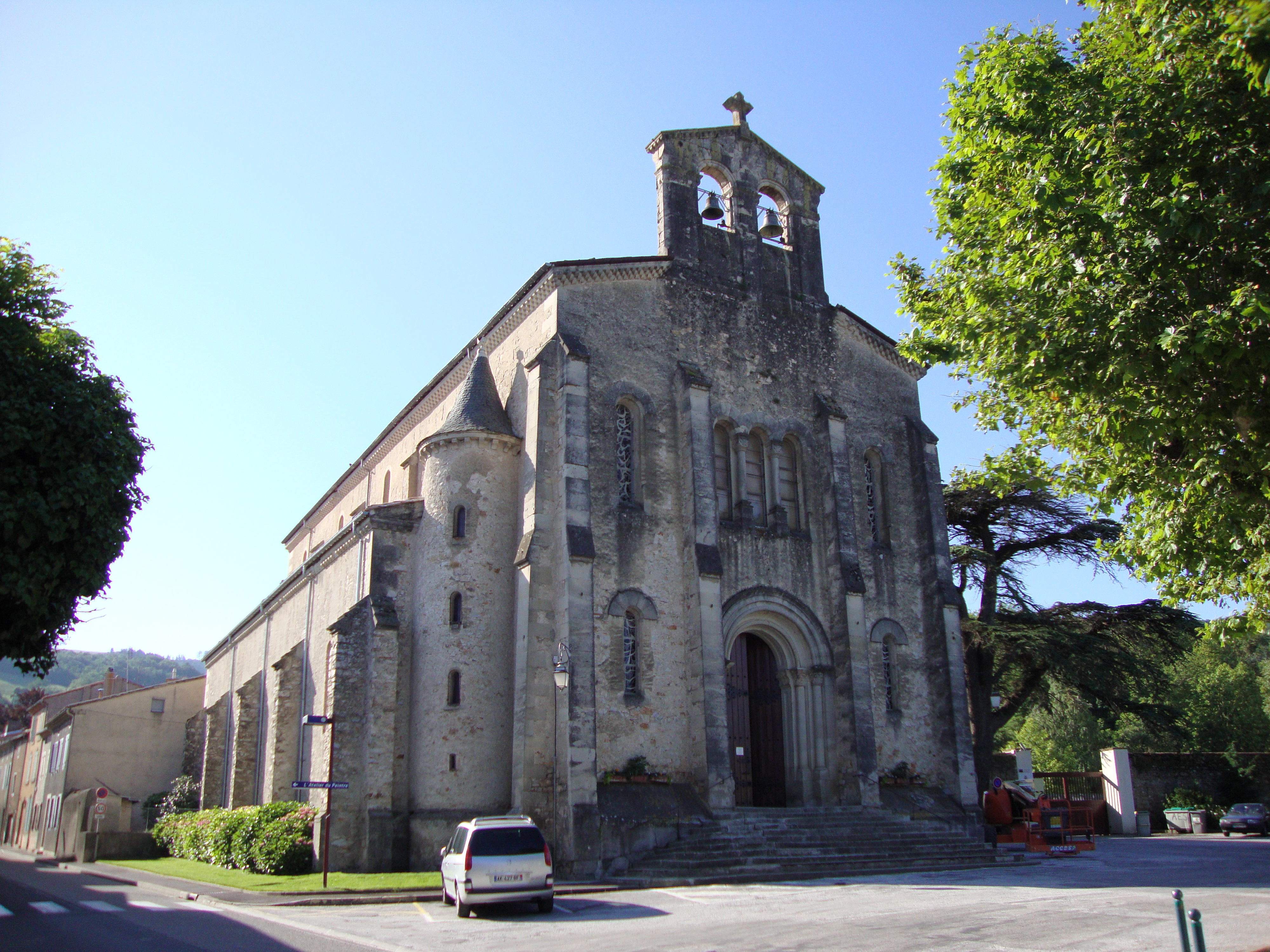
Pfarrkirche Notre-Dame de l’Assomption
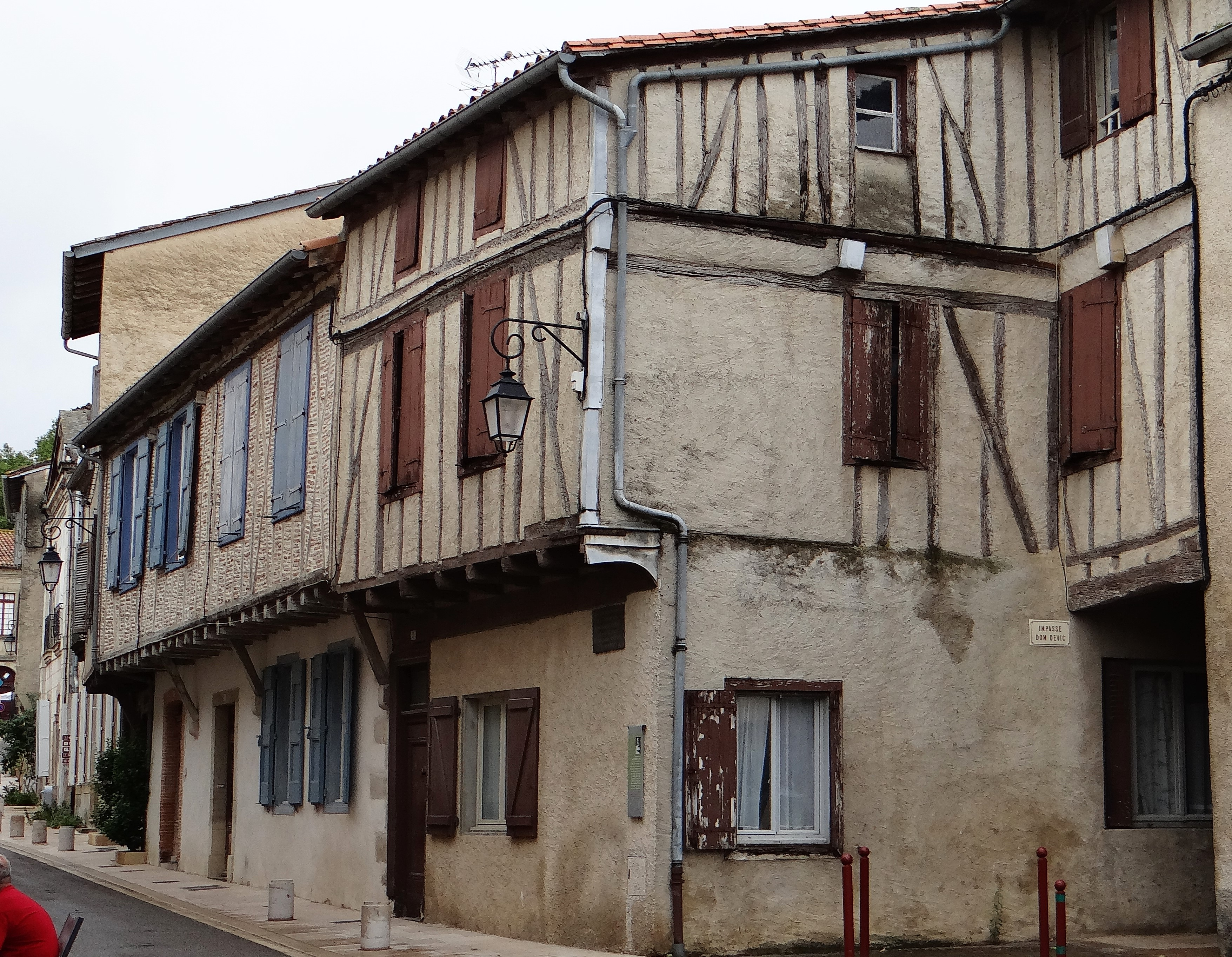
Alte Häuser im Zentrum von Sorèze

## Verkehr
Die Departementsstraße 85 von Revel nach Castres durchquert die Gemeinde von Südwest nach Nordost. Eine Buslinie der regionalen Transportgesellschaft liO verbindet die Gemeinde mit Revel und Castres.

## Persönlichkeiten
- Claude Devic (1670–1734), französischer Benediktinermönch